# Ходячі мерці: Мертве місто
«Ходячі мерці: Мертве місто» (англ. The Walking Dead: Dead City) — американський постапокаліптичний драматичний телесеріал жахів, створений Елі Йорне на основі персонажів «Ходячих мерців» Меггі та Нігана. Це четвертий допоміжний продукт і загалом п'ята серія у франшизі «Ходячі мерці», що продовжується з іншими телесеріалами, а також перше продовження серіалу «Ходячі мерці».
Лорен Коен і Джеффрі Дін Морган повторюють свої ролі Меггі та Нігана з оригінального телесеріалу, а також Гай Чарльз, Джонатан Хіггінботам, Махіна Наполеон, Трей Сантьяго-Хадсон і Чарлі Соліс також знімаються. Розробка серіалу почалася в березні 2022 року. Тоді ж було оприлюднено назву серіалу, а пізніше того ж серпня вона була перейменована. Додаткові кастинги були оголошені в жовтні та липні 2022 року. Зйомки почалися в Нью-Йорку в липні і завершилися в жовтні 2022 року.
Прем'єра «Ходячих мерців: Мертве місто» відбулась 18 червня 2023 року і складатиметься з шести епізодів. 21 липня 2023 року телесеріал було продовжено на другий сезон

## Сюжет
Серіал розповідає про те, як Меггі та Ніган подорожують пост-апокаліптичним Мангеттеном, відрізаним від материка, у пошуках викраденого сина Меггі Гершела. Місто, що руйнується, наповнене мертвими та мешканцями, які зробили Нью-Йорк своїм власним світом, повним анархії, небезпеки, краси та жаху.

## Актори та персонажі
- Лорен Коен — Меггі Грін: вдова Гленна та колишній лідер Hilltop.
- Джеффрі Дін Морган — Нігана. реформований колишній лідер Спасителів.
- Гай Чарльз — Перл Армстронг: відданий сім'янин.
- Желько Іванек — «Хорват».
- Джонатан Хіггінботам — Томмазо.
- Махіна Наполеон — Джінні.
- Трей Сантьяго-Гадсон — Джано.
- Чарлі Соліс — «Бармен».
- Майкл Ентоні — Лютер.

Алекс Борло, Девід Чен, Ренді Гонсалес, Алекс Хейн, Айкса Кендрік, Каріна Ортіс, Калеб Різ Пол, Елеанор Рейсса та Джон Ву зіграли нерозголошені ролі. Син Меггі Гершел Лі також з'явиться, однак неясно, хто його зобразить.

## Список епізодів
| Сезон | Епізоди | Епізоди | Оригінальний показ | Оригінальний показ |
| Сезон | Епізоди | Епізоди | Перший показ       | Останній показ     |
| ----- | ------- | ------- | ------------------ | ------------------ |
| 1     | 6       | 6       | 18 червня 2023     | 23 липня 2023      |
| 2     | 8       | 8       | 4 травня 2025      | 22 червня 2025     |

## Виробництво

### Розробка
У березні 2022 року AMC повідомила, що вони розробляють четвертий спін-офф «Ходячих мерців» під назвою «Острів мертвих», де розповідається про Меггі та Нігана, де Лорен Коен і Джеффрі Дін Морган повторюють свої відповідні ролі з оригінального серіалу, а Елі Йорне, сценарист і співвиконавчий продюсер «Ходячих мерців», приєднаний як шоураннер разом із Коен і Морганом як виконавчі продюсери. Наприкінці серпня назва серіалу була перейменована на «Ходячі мерці: Мертве місто».

### Кастинг
У квітні 2022 року Гай Чарльз отримав роль Перлі Армстронг. У липні Желько Іванек, Джонатан Хіггінботем і Махіна Наполеон отримали роль «Хорвата», Томмазо та Джіні відповідно.

### Зйомки
Основні фотозйомки розпочалися 19 липня в Нью-Джерсі та завершилися 24 жовтня 2022 року. Місце зйомок включають: Континентал-Ерлайнс-арена, природний заповідник Franklin Lakes, Порт Ньюарк, National Newark Building, Newark Symphony Hall, Hoboken Terminal, Liberty State. Парк і Shades of Death Road.

### Маркетинг
У листопаді 2022 року AMC випустила ранній погляд на залаштунки серіалу.